# Hügel (Naila)
Hügel ist ein Gemeindeteil der Stadt Naila im oberfränkischen Landkreis Hof in Bayern. Hügel liegt in der Gemarkung Marxgrün.

## Geografie
Der Weiler liegt auf einem Höhenzug des Frankenwaldes. Eine Anliegerstraße führt nach Marxgrün (0,6 km südlich).

## Geschichte
Hügel gehörte zur Realgemeinde Marxgrün. Gegen Ende des 18. Jahrhunderts bestand Hügel aus neun Anwesen (1 Gut, 1 halbes Gütlein, 3 Häuser, 4 Viertelhammer). Die Hochgerichtsbarkeit hatten das Rittergut Issigau und das Rittergut Reitzenstein gemeinsam inne. Das Rittergut Issigau war Grundherr sämtlicher Anwesen.
Von 1797 bis 1810 unterstand Hügel dem Justiz- und Kammeramt Naila. Infolge des Ersten Gemeindeedikts wurde Hügel dem 1812 gebildeten Steuerdistrikt Marxgrün und der zugleich entstandenen Ruralgemeinde Marxgrün zugewiesen. Im Zuge der Gebietsreform in Bayern wurde Hügel am 1. Mai 1978 nach Naila eingemeindet.

### Einwohnerentwicklung
| Jahr      | 1819  | 1861  | 1871   | 1885   | 1900   | 1925   | 1950   | 1961   | 1970   | 1987  |
| Einwohner | 28    | 39    | 31     | 28     | 65     | 40     | 63     | 52     | 46     | 31    |
| Häuser    |       |       |        | 8      | 8      | 11     | 11     | 11     |        | 8     |
| Quelle    | [ 6 ] | [ 9 ] | [ 10 ] | [ 11 ] | [ 12 ] | [ 13 ] | [ 14 ] | [ 15 ] | [ 16 ] | [ 1 ] |

## Religion
Hügel ist evangelisch-lutherisch geprägt und war ursprünglich nach St. Simon und Judas (Issigau) gepfarrt, seit den 1950er Jahren gehört es zum Pfarrsprengel Naila.